# 馬德里地鐵6號線
馬德里地鐵6號線（西班牙語：Línea 6）是馬德里地鐵的一條路線，於1979年通車，來往四路站和和平站。這是馬德里兩條環狀地鐵路線其中一條，但與12號線不同，6號線並不是一通車即成環。環形於1995年完成，分四階段通車。
首先1981年5月7日延長至奧波圖站，然後在1983年6月1日由奧波圖站延長至拉古納站。1987年1月13日由四路站延長至城市大學站，以便服務馬德里康普頓斯大學。最後1995年5月10日路線由城市大學站延長至拉古納站，環線正式成形。2007年1月26日加入了阿爾甘蘇埃拉-天文館站，以服務馬德里天文館和IMAX劇院。
6號線是路線網絡最繁忙的路線，為了減輕最繁忙車站的負擔，馬德里採用了西班牙式站台布局。這意味着部分車站設有兩個側式月台和一個島式月台。同樣方式在5號線亦有採用，但只有兩個車站保留原來配置（分別是坎帕門托站和卡拉萬切爾站）。
6號線主要使用6節8400型列車，但仍有部分5000型列車。